# Domenico da Capodistria
Domenico da Capodistria ou Dominicus (en slovène : Dominik Koprčan, littéralement Dominique de Capodistria ; 1387 - vers 1463) est un architecte et sculpteur de Koper (italien : Capodistria) en République de Venise.

## Biographie
Il n'y a que peu d'informations sur la vie de Domenico da Capodistria. Il est né à Capodistria (Koper), République de Venise, a étudié à Venise et à Florence où il  aurait été l'élève de Filippo Brunelleschi. Dans la deuxième décennie du XVe siècle, il est déjà « Maestro » (maître). Un tabernacle dans l'ancienne église de Rakalj lui est attribué,.
Domenico a  déménagé en Italie centrale, où, au milieu du XVe siècle, il a contribué à la construction de la basilique Sainte-Marie de Collemaggio de L'Aquila. Il pourrait avoir été l'un des artistes qui ont construit l'arc de triomphe de Castel Nuovo à Naples. Son nom apparaît dans le Trattato di Architettura de Filarete, qui le cite « comme l' un des artistes qui auraient pu contribuer à la création de la cité idéale de Sforzinda . » .
L'œuvre la plus connue de Domenico da Capodistria est la chapelle octogonale de Vicovaro, commandée par Francesco Orsini, qu'il a commencée en 1454. Cependant, il n'a pas pu terminer les travaux et la chapelle a été achevée par Giovanni Dalmata .
Ses œuvres se distinguent par « une architecture simple et harmonieuse », en partie dans le style du gothique tardif, enrichi également d'éléments de la florissante Renaissance vénitienne.